# Essien Mbong
Essien Mbong (Lagos, 4 de agosto de 1975 - ibídem, 22 de junio de 2013) fue un futbolista profesional nigeriano que jugaba en la demarcación de centrocampista. Era el padre de los también futbolistas Joseph Mbong y Paul Mbong.

## Biografía
Essien Mbong debutó en 1997 a los 22 años de edad con el Julius Berger FC. Permaneció tan solo una temporada en el equipo de su país natal, puesto que en 1998 su familia y él se fueron a Malta. Ya en Malta fichó por el Paola Hibernians FC, donde jugó la mayor parte de su carrera deportiva al disputar un total de ocho temporadas en las que consiguió una Premier League de Malta y una Copa de Malta. Al finalizar la temporada 2005/2006 fue traspasado al Marsa FC donde tan solo jugó una temporada antes de fichar por el Tarxien Rainbows FC. Por último fue traspasado al Senglea Athletic FC, donde terminó su carrera deportiva en 2010 a los 35 años de edad.
Essien Mbong falleció en su ciudad natal de Nigeria a los 37 años de edad.

## Clubes
| Club                | País    | Año       |
| ------------------- | ------- | --------- |
| Julius Berger FC    | Nigeria | 1997-1998 |
| Paola Hibernians FC | Malta   | 1998-2006 |
| Marsa FC            | Malta   | 2006-2007 |
| Tarxien Rainbows FC | Malta   | 2007-2008 |
| Senglea Athletic FC | Malta   | 2008-2010 |

## Palmarés
Paola Hibernians FC
- Premier League de Malta: 2001/02
- Copa de Malta: 2006